# Can Gregori (Castellcir)
Can Gregori és una masia del terme municipal de Castellcir, al Moianès.
Està situada uns 600 metres a llevant del Carrer de l'Amargura, nucli principal actual del poble de Castellcir, a llevant de la masia del Puig i molt a prop al nord-oest de Cal Jaumet.
S'hi accedeix per la pista rural que des del Carrer de l'Amargura mena a Sant Andreu de Castellcir i a Cal Tomàs. Poc abans que aquesta pista travessi la riera de Castellcir surten dues pistes cap al sud-sud-oest; la primera mena a Can Gregori, i la segona, més propera a la riera, a Cal Jaumet.
Una mica més al sud de Can Gregori hi ha les restes de Cal Quirze.